# Steve Letzgus
Steve Letzgus (Port Huron, Michigan, 1957. február 13. –) amerikai profi jégkorongozó.

## Pályafutása
Komolyabb junior karrierjét a michigani Detroit Junior Red Wingsben kezdte. Ez a csapat ekkor a Southern Ontario Junior Hockey League-ben játszott. A junior kor kinövése után 1975 végén a Michigan Technological University-ra ment játszani két évre. Közben az 1977-es NHL-amatőr drafton a New York Islanders kiválasztta a 6. kör 105. helyén. Szintén draftolta őt az 1977-es WHA-amatőr drafton a 7. kör 61. helyén a Calgary Cowboys. Sosem játszott sem a National Hockey League-ben, sem a World Hockey Associationban. Felnőtt pályafutását 1977-ben kezdte meg az International Hockey League-es Muskegon Mohawksban, ahol 67 mérkőzést játszott. A következő szezonban a Central Hockey League-es Fort Worth Texansba került 57 mérkőzésre. 1979-ben visszakerült az IHL-be a Fort Wayne Kometsbe egy évre, majd ezután két évet játszott a Muskegon Mohawksban és 1982 közepén visszavonult.